# Antongona
Antongona est un site archéologique situé à Madagascar dans la région d'Imamo, à environ 36 km à l'ouest d'Antananarivo et à 6 km au nord d'Imerintsiatosika.

## Description du site
Antongona se compose de deux principaux groupes de sites archéologiques datant des XVIe et  XVIIIe siècles espacés d'environ 300 m. Situés sur des formations rocheuses naturelles, les murs de pierre et les portes renforçaient les qualités défensives inhérentes aux formations rocheuses. Du centre de la structure, une vue complète à 360° du paysage environnant illustre la qualité défensive des sites.

## Statut du patrimoine mondial
Le site a été inscrit sur la liste indicative du patrimoine mondial de l'UNESCO à Madagascar le 14 novembre 1997 dans la catégorie "bien culturel".